# Dennis E. Whitfield
Dennis E. Whitfield (* 1950) ist ein US-amerikanischer Regierungsbeamter und konservativer politischer Aktivist der Republikanischen Partei, der unter anderem zwischen 1986 und 1989 stellvertretender Arbeitsminister war.

## Leben
Dennis E. Whitfield absolvierte nach dem Schulbesuch ein Studium im Fach Journalistik an der University of Georgia, das er 1972 mit einem Bachelor of Arts (B.A. Journalism) beendete. Er war über einige Jahre für das Republican National Committee (RNC), das nationale Organisationsgremium der Republikanischen Partei, tätig und dort Politischer Direktor für die Region Südost, Direktor für Bildung und Ausbildung sowie Nationaler Politischer Direktor. Während der Amtszeit von US-Präsident Gerald Ford zwischen 1976 und 1977 Sonderassistent von Landwirtschaftsminister John Albert Knebel. Er war Nationaler Direktor von Commitment ’80 sowie Mitglied des Vorstands der National Association of Republican Campaign Professionals, der Vereinigung republikanischer Wahlkampfmanager. In der Folgezeit war er Chief of Staff des US-Handelsbeauftragten (US Trade Representative).
Während der zweiten Amtsperiode von US-Präsident Ronald Reagan fungierte er zwischen 1986 und 1989 als stellvertretender Arbeitsminister (Deputy Secretary of Labor) und damit als Vertreter von Arbeitsminister Bill Brock (1986 bis 1987) beziehungsweise von Ann McLaughlin Korologos (1987 bis 1989). Nach seinem Ausscheiden aus dem Regierungsdienst wurde er 1989 Geschäftsführender Partner von The Brock Group. Er war ferner zwischen 1998 und 2003 Senior Vizepräsident der National Federation of Independent Business, der größten Vereinigung für Klein- und mittelständische Unternehmen. Darüber hinaus engagierte er sich als Mitglied des Aufsichtsrates des Lobbyunternehmens BKSH & Associates Worldwide sowie Vorsitzender des Aufsichtsrates von Direct Impact. Des Weiteren war er Geschäftsführender Vizepräsident der American Conservative Union (ACU), eine politische Organisation zur Förderung konservativer Politik.